# Bilzen
Bilzen é uma cidade e um município da Bélgica localizado no distrito de Tongeren, província de Limburgo, região da Flandres.